# ویولت فاربرودر
ویولت فاربرودر (انگلیسی: Violet Farebrother؛ ‏ ۲۲ اوت ۱۸۸۸ – ۲۷ سپتامبر ۱۹۶۹) بازیگر اهل بریتانیا بود. وی بین سال‌های ۱۹۱۱ تا ۱۹۶۵ میلادی فعالیت می‌کرد.
از فیلم‌ها یا برنامه‌های تلویزیونی که وی در آن نقش داشته است، می‌توان به انحطاط، سست‌عفاف، قبل از عاشقی، حواست را جمع کن، نه و چهل و پنج دقیقه و قتل! اشاره کرد.